# مايك آدامز (لاعب كرة قاعدة أمريكي)
مايك آدامز (بالإنجليزية: Mike Adams)‏ هو لاعب كرة قاعدة أمريكي، ولد في 24 يوليو 1948 في سينسيناتي في الولايات المتحدة.

## وصلات خارجية
- مايك آدامز (لاعب كرة قاعدة أمريكي) على موقعبيزبول رفرنس.كوم (الدوري الرئيسي) (الإنجليزية)
- مايك آدامز (لاعب كرة قاعدة أمريكي) على موقعبيزبول رفرنس.كوم (الدوري الثانوي) (الإنجليزية)
- مايك آدامز (لاعب كرة قاعدة أمريكي) على موقع مشجعي الرسوم البيانية (الإنجليزية)